# Manasterzec (rejon gródecki)
Manasterzec – wieś na Ukrainie w rejonie lwowskim (wcześniej w rejonie gródeckim) należącym do obwodu lwowskiego, nad Dniestrem.